# Medikamentenabgabe
Medikamentenabgabe ist der Verkauf oder die sonstige Abgabe von Medikamenten an andere.

## Deutschland
Die Medikamentenabgabe ist im deutschen Recht der Verkauf oder die sonstige Abgabe von gesetzlich so bezeichneten Arzneimitteln an andere. Die Abgabe ist ein Unterfall des Inverkehrbringens (§ 4 Abs. 17 AMG). Die Abgabe von Arzneimitteln ist im Arzneimittelrecht geregelt, insbesondere in §§ 43 ff. Arzneimittelgesetz (AMG). Kernpunkte sind die Apotheken- und die Verschreibungspflicht (§ 43, § 48 AMG).

### Abgabe durch Unternehmen und Großhändler
Die Abgabe von Arzneimitteln durch pharmazeutische Unternehmer und Großhändler ist in § 47 AMG geregelt. Der Kreis der möglichen Empfänger ist in § 47 Abs. 1 Nr. 1–9 AMG neben  anderen pharmazeutischen Unternehmern und Großhändlern sowie Apotheken beschränkt auf Ärzte, Krankenhäuser, Gesundheitsbehörden, wissenschaftliche Forschungseinrichtungen und Hochschulen.
Kostenlose Arzneimittelmuster von nicht verschreibungspflichtigen Fertigarzneimitteln zum Zwecke der Information und Erprobung dürfen durch pharmazeutische Unternehmer nur an Ärzte, Zahnärzte sowie an Personen, die die Heilkunde bzw. Zahnheilkunde beim Menschen berufsmäßig ausüben, sowie an Ausbildungsstätten für humanmedizinische Heilberufe abgegeben werden, nach der abschließenden Regelung in § 47 Abs. 3 AMG jedoch nicht an Apotheken. Eine Musterabgabe an Apotheken kann jedoch prinzipiell zulässig sein, wenn das Muster zur Eigenerprobung dient.
Näheres zu den internen Betriebsabläufen bestimmt die Arzneimittelhandelsverordnung. Weiter konkretisiert werden die Anforderungen in den EU-Leitlinien für die Gute Vertriebspraxis von Arzneimitteln.

### Abgabe in Apotheken
Den Apotheken obliegt die ordnungsgemäße Arzneimittelversorgung der Bevölkerung (§ 1 Abs. 1 ApoG). Dafür müssen die pharmazeutischen Unternehmer und Großhändler eine bedarfsdeckende und kontinuierliche Belieferung der Apotheken sicherstellen (§ 52b AMG). Die Apothekenbetriebsordnung (ApBetrO) verpflichtet die Apotheken, bestimmte Medikamente stets vorzuhalten (§ 15 ApBetrO).
Ab Dezember 2016 durfte ein Arzneimittel nicht abgegeben werden,  wenn für den Apotheker offenkundig war, dass eine Verschreibung ohne direkten Kontakt mit dem Arzt, beispielsweise über ein Internetportal, erfolgt war (§ 48 Abs. 1 AMG). Diese Regelung wurde 2019 wieder gestrichen.
Nicht der Apothekenpflicht unterliegen Arzneimittel, die von dem pharmazeutischen Unternehmer ausschließlich zu anderen Zwecken als zur Beseitigung oder Linderung von Krankheiten, Leiden, Körperschäden oder krankhaften Beschwerden zu dienen bestimmt sind. Sie dürfen gem. § 44 Abs. 1 und Abs. 2 AMG auch außerhalb von Apotheken abgegeben werden, es sei denn, sie sind verschreibungspflichtig oder kraft Rechtsverordnung ausnahmsweise vom Verkehr außerhalb der Apotheken ausgeschlossen (§ 44 Abs. 3 AMG).  Das betrifft einzelne Arzneimittel, bei deren bestimmungsgemäßem oder gewohnheitsmäßigem Gebrauch eine unmittelbare oder mittelbare Gefährdung der Gesundheit von Mensch oder Tier zu befürchten ist (§ 46 AMG). Durch Rechtsverordnung sind die in den §§ 7 bis 10 der Verordnung über apothekenpflichtige und freiverkäufliche Arzneimittel aufgeführten Arzneimittel in die Apothekenpflicht einbezogen, die beispielsweise  Wirkstoffe mit antibiotischen, blutgerinnungsverzögernden, histaminwidrigen, hormonartigen oder das autonome Nervensystem beeinflussenden Eigenschaften enthalten.
Die Einstufung als verschreibungspflichtig oder nicht dient zur Umsetzung des EU-Gemeinschaftskodex' für Humanarzneimittel, der hinsichtlich des Vertriebswegs ansonsten keine Vorgaben macht.

### Abgabe außerhalb von Apotheken
Die in den §§ 1 bis 6 Verordnung über apothekenpflichtige und freiverkäufliche Arzneimittel genannten Arzneimittel sind für den Verkehr außerhalb der Apotheken freigegeben, beispielsweise Erkältungs- oder Abführmittel. Diese Arzneimittel sind auch in Drogeriemärkten, Reformhäusern, Discountern oder dem traditionellen Lebensmitteleinzelhandel verkäuflich. Das Selbstbedienungsverbot aus § 17 Abs. 3 ApBetrO gilt nicht. Ihr Handel setzt jedoch einen besonderen Sachkundenachweis voraus und wird behördlich überwacht (§ 50, § 64 ff.  AMG).
Im Jahr 2023 entfiel der Großteil des Umsatzes (87 %) auf Apotheken sowie den Versandhandel. Freiverkäufliche Arzneimittel machen einen Anteil von rund 11 % am Gesamtumsatz der Apotheken aus.
Nur die berufs- oder gewerbsmäßige Abgabe von Arzneimitteln, die apothekenpflichtig oder von einem Arzt verschrieben worden sind, an Endverbraucher außerhalb von Apotheken unterliegt der Strafbarkeit nach § 95 Abs. 1 Nr. 4, § 43 Abs. 3 Satz 1 AMG.

### Abgabe im Versandhandel
Seit 2004 ist in Deutschland der Versand apothekenpflichtiger Arzneimittel mit behördlicher Erlaubnis zulässig.

### Abgabe von Betäubungsmitteln
Der Verkehr mit Betäubungsmitteln unterliegt zusätzlich den besonderen Bestimmungen des Betäubungsmittelrechts (§ 12 BtMG, § 12 BtMVV). Die Verschreibung erfolgt auf einem speziellen Betäubungsmittelrezept, die Abgabe wird durch die Bundesopiumstelle überwacht.

### Abgabe von Tierarzneimitteln
Die Abgabe von Tierarzneimitteln erfolgt durch Tierärzte, die eine tierärztliche Hausapotheke führen, aufgrund des Dispensierrechts oder durch Apotheker, bei verschreibungspflichtigen Medikamenten auf Grund einer tierärztlichen Verordnung.

## Österreich
§ 2 Abs. 11 und Abs. 15 des österreichischen Arzneimittelgesetzes (AMG) definieren die Abgabe von Arzneimitteln oder Wirkstoffen als Unterfall des Inverkehrbringens. Mit der Abgabe gelangt das Arzneimittel zu Verbrauchern oder Anwendern, die es für den Eigengebrauch erwerben. Die Abgabe setzt grundsätzlich die amtliche Zulassung des Medikaments durch das Bundesamt für Sicherheit im Gesundheitswesen (BASG) voraus (§ 7 AMG).
Die Abgabe von Arzneimitteln durch Hersteller und Großhändler sowie Apotheken ist im VI. Abschnitt des AMG (§§ 57 bis 61 AMG) geregelt.
§ 59 Abs. 1 AMG enthält den Apothekenvorbehalt, der anders als in Deutschland  sowohl für rezeptpflichtige als auch für nicht rezeptpflichtige Arzneimittel (OTC-Arzneimittel) gilt. Ein gegen diese Bestimmung gerichteter Normenkontrollantrag einer Drogeriemarktkette blieb 2017 aus formalen Gründen erfolglos.
Mit dem Volksbegehren „SOS Medizin“ setzte sich die Niederösterreichische Ärztekammer auch für einen direkten Medikamentenverkauf durch Ärzte ein. Die Österreichische Apothekerkammer befürchtete durch diesen Systemwechsel eine erhebliche Kostensteigerung.
Der Vertrieb durch Apotheken ist in der Apothekenbetriebsordnung geregelt,  der Vertrieb außerhalb von Apotheken bedarf einer Regelung durch Rechtsverordnung des Bundesministers für Gesundheit (§ 62 AMG) sowie einer Bewilligung des BASG (§ 63 AMG).
Die gesetzwidrige Abgabe von Arzneimitteln wird gem. § 83 Abs. 1 Nr. 5 AMG als Verwaltungsübertretung mit Geldstrafe geahndet. Die Medikamentenfälschung ist ein Straftatbestand (§ 82b AMG).

## Schweiz
Die Abgabe von Medikamenten ist seit jeher Teil des Arztberufes. Jede Arztpraxis ist deshalb mit einem  Medikamentenlager und Arzneimitteln zum direkten Gebrauch in der Praxis und zur Notfallabgabe ausgestattet (sog. Selbstdispensation, abgekürzt SD).
Das Schweizer Gesundheitswesen lässt es in Art. 37 Abs. 3 KVG außerdem zu, durch kantonale Regelung die Ärzte zur Führung einer Apotheke den zugelassenen Apothekern gleichzustellen. Die rechtliche Situation in den Kantonen ist höchst unterschiedlich: In 14 Kantonen, vorwiegend im deutschsprachigen Teil der Schweiz  (AI, AR, BL, GL, LU, NW, OW, SG, SO, SZ, TG, UR, ZG, ZH), dürfen die Ärzte Medikamente an ihre Patienten verkaufen. Die höchste Dichte wiesen 2016 die Kantone Basel-Landschaft und Appenzell Ausserrhoden auf.
Über ein Drittel der praktizierenden niedergelassenen Ärzteschaft sämtlicher Fachrichtungen verfügt in der Schweiz über eine Patientenapotheke. Etwa 24 % der in der Schweiz abgegebenen Arzneimittel werden von Ärzten in Hausapotheken verkauft, 53 % in Apotheken.
Die einzelnen Medikamente sind in Abgabekategorien eingeteilt. Diese bestimmen, ob ein Medikament verschreibungspflichtig ist.